# Beudantite
La beudantite è un minerale appartenente al gruppo omonimo descritto nel 1826 in base ad un ritrovamento avvenuto presso Horhausen in Germania, il nome è stato attribuito in onore del mineralogista francese François Sulpice Beudant.
La beudantite è un minerale con la struttura dell'alunite caratterizzato dalla presenza di piombo e dall'avere arsenico e zolfo in parti pressoché uguali invece che il solo zolfo ed ancora presenta una quantità di ferro maggiore di quella dell'alluminio.

## Morfologia
La beudantite è stata scoperta sotto forma di piccoli cristalli intimamente aggregati a forma di romboedro leggermente ottuso.

## Origine e giacitura
La beudantite è un minerale secondario che si rinviene nelle zone di ossidazione dei giacimenti polimetallici associata a carminite, scorodite, mimetite, dussertite, arseniosiderite, farmacosiderite, olivenite, bayldonite, duftite, anglesite, cerussite, azzurrite.